# Jules Bary
Pour les articles homonymes, voir Bary.
Jules Bary, né à Auderghem le 1er novembre 1912, mort à Strainchamps le 8 juillet 1977 , est un homme politique belge et militant wallon.

## Biographie
Agronome, chimiste en sucrerie, régisseur d'exploitation agricole à Fontaine-Valmont de 1937 à 1944, Jules Bary est chargé de mission du Ministre du Ravitaillement, Léon Delsinne, puis du Ministre Moens de Fernig. L'agriculture sera l'un des sujets qui passionneront le secrétaire général du Conseil économique wallon (de 1953 à 1954). Secrétaire du Comité d'action wallonne du Brabant wallon, il est membre du Comité permanent du Congrès national wallon de 1951 à 1971. Il rédige le programme économique du Congrès national wallon. En 1961, il rédige avec André Renard, André Genot, Léo Collard, Joseph-Jean Merlot et Georges Debunne Pour sortir de l'impasse, texte signé au plus fort de la Grève générale de l'hiver 1960-1961. il s'agit d'une proposition en faveur du contrôle des holdings et de l'initiative industrielle publique.
Il organise également le Pétitionnement wallon et, adhérant au Mouvement populaire wallon, il quitte le Collège exécutif de Wallonie au moment où le PSB déclare l'incompatibilité de l'appartenance au Parti socialiste et au M.P.W. Il demeure malgré cela député de 1961 à 1971 et bourgmestre de Nivelles de 1962 à 1969.
Lorsque le PSB s'allie au PSC en 1968, lui qui a rallié les conclusions fédéralistes du Congrès des socialistes wallons, dénonce l'accord gouvernemental, notamment parce que le Brabant wallon (alors simple arrondissement de Nivelles), devrait faire partie à la fois du Conseil économique wallon et du Conseil économique brabançon. Il démissionne des commissions parlementaires dont il faisait partie en tant que socialiste et fonde un groupe socialiste dissident le Rassemblement du Peuple wallon.
Il démissionne ensuite de ses fonctions mayorales à la tête de Nivelles sans en donner les raisons à ses amis politiques qui le persuadent cependant de demeurer député. Il affirme l'appartenance du Brabant à la Wallonie estimant que celui-ci est autant lié à Charleroi et au Hainaut qu'à Bruxelles.
Puis il démissionne de tous ses mandats politiques et retourne à ses activités anciennes dans l'agriculture et la sylviculture. Le Bourgmestre PSC de Nivelles qui lui succèdera, Marcel Plasman, fera ériger un monument à Jules Bary.